# Cristian Becerine
Cristian Daniel Becerine (Comodoro Rivadavia, 17 de abril de 1977) é um ciclista olímpico argentino. Becerine representou sua nação nos Jogos Olímpicos de Verão de 2008 na prova de BMX masculino, em Pequim.